# Huna
Huna – nazwa nadana przez Maxa Freedom Longa (przedsiębiorcę zajmującego się magią) opracowanej przez niego wersji dawnych wierzeń hawajskich.
Max Long podczas pracy w jednej z hawajskich szkół, przez przypadek, zetknął się z miejscowymi praktykami magicznymi. Następnie w celu bliższego ich poznania spędził znaczną część życia na poszukiwaniach specyficznego języka owej wiedzy magicznej. W 1945 ufundował „Huna Fellowship”, a od roku 1948 opublikował serię książek na ten temat. Opisuje w nich wiele przypadków praktycznego wykorzystania huny jak i pokazuje w jaki sposób można się nauczyć części magicznych praktyk.
Jego następcą był Serge Kahili King, który w 1973 utworzył organizację o nazwie „One Order of Huna International”. Był również autorem kilku książek na temat huny. Long i King mają licznych naśladowców, którzy publikują książki, organizują seminaria, szkolenia, oraz pomoc duchową i medyczną. King i Long oraz większość ich zwolenników, nie są etnicznymi Hawajczykami. Antropolodzy, historycy i eksperci kultury polinezyjskiej zaliczają zwykle hunę do nowych ruchów spirytualistyczno-religijnych, które stały się modne na fali New Age.
Wielu ludzi uznaje hunę za podstawę, najstarszą religię, której elementy można znaleźć we wszystkich religiach świata. Mimo tego Max Freedom Long jak również Serge Kahili King nie uważali huny za religię. Nie uważali jej również za ruch w New Age. Traktowana była przez nich raczej jako sposób życia (bycia).
W ramach huny istnieje rodzaj systemu opisowej psychologii człowieka, który przypomina psychoanalizę. Zgodnie z jego założeniami człowiek składa się z ku (serce, ciało, podświadomość), lono (umysł lub świadomość) i kane (duch lub nadświadomość), a huna uczy człowieka jak zachować harmonię między nimi.
Kahuni używali magii do widzenia na odległość, uzdrawiania, chodzenia po ogniu i lawie, wskrzeszania zmarłych, przewidywania i zmieniania przyszłości, jeżeli była zła, czytania w myślach, kontrolowania pogody i zwierząt, itp.
„Huna” w języku hawajskim znaczy „tajemnica”. Zgodnie z opinią niektórych antropologów, specjalistów od kultury hawajskiej słowo to nie było przez samych etnicznych Hawajczyków używane jako nazwa ich religii. Wywodzi się ono prawdopodobnie od słowa „kahuna”, którym Hawajczycy określali osoby posiadające znajomość jakiejś ważnej „tajemnicy”. Słowo kahuna oznaczało strażnika tajemnicy („ka” – strażnik, „huna” – tajemnica). Do osób nazywanych „kahuna” zaliczano znachorów, osoby duchowne, sędziów, a nawet budowniczych łodzi, gdyż według dawnych Hawajczyków do wykonywania pewnych czynności należało posiadać umiejętność gromadzenia i kierowania pewną „mocą duchową” czy „psychiczną” określaną jako mana. Według Longa mana to energia życiowa, podobna do energii określanej w Chinach jako qi.

## Uzdrawiająca modlitwa według huny
Dla przeciętnego człowieka najważniejsza jest uzdrawiająca modlitwa według metody huny. Przez serię głębokich oddechów gromadzi się energię, którą podświadomość wraz z obrazem, np. zdrowej części ciała, przesyła do Ojca, określanego jako Nadświadomość.